# Hôtel-Dieu de Chambéry
L'hôtel-Dieu de Chambéry est un ancien édifice public situé à Chambéry, en France.

## Généralités
L'hôtel-Dieu se trouvait à l'est de la rivière Leysse à Chambéry, dans le département de la Savoie, en région Auvergne-Rhône-Alpes, en France.

## Histoire
L'hôtel-Dieu est créé par Jeanne de Nemours, duchesse de Savoie dans la deuxième moitié du XVIIe siècle (vers 1650), officialisé par lettres patentes le 5 décembre 1675. Il devait à l'origine recevoir les malades indigents de Chambéry et des environs gratuitement. Entre 1703 et 1713, l'hôtel-Dieu fut réquisitionné par l'armée pour y soigner ses blessés. Le service fut assuré successivement par la congrégation des nobles ou de l'Assomption, puis par les sœurs hospitalières de Salins entre 1714 et 1724, par des infirmiers laïcs entre 1724 et 1863 et par les Sœurs de Saint-Vincent-de-Paul de 1863 jusqu'à 1900. En 1901, l'hôtel-Dieu est transféré à Montjoie, et une grande partie, démolie.
En 1741, un portail en fer forgé monumental fut ajouté à l'entrée de l'hôtel-Dieu. Réparé en 1815, ce portail  est classé au titre des monuments historiques par arrêté du 16 février 1900. Il est ensuite démonté et entreposé dans un dépôt de la ville.